# Natalja Baranova-Masalkina
Natalja Ivanovna Baranova-Masalkina (Russisch: Наталья Ивановна Баранова-Масалкина) (Oblast Tomsk, 25 februari 1976) is een Russisch langlaufster.

## Carrière
Baranova won tijdens de wereldkampioenschappen 2005 de bronzen medaille op de 30 kilometer en de zilveren medaille op de estafette. Baranova behaalde haar grootste succes tijdens de Olympische Winterspelen 2006 in het Italiaanse Turijn door het winnen van de gouden medaille op de estafette.

## Belangrijkste resultaten

### Olympische Winterspelen
| Editie | Plaats | Resultaten                     |
| ------ | ------ | ------------------------------ |
| 2006   | Turijn | 16e 10 km klassiek · estafette |

### Wereldkampioenschappen langlaufen
| Editie | Plaats              | Resultaten                                                    |
| ------ | ------------------- | ------------------------------------------------------------- |
| 1999   | Ramsau am Dachstein | 8e 30 km klassiek                                             |
| 2005   | Oberstdorf          | 5e 10 km vrij · 30 km klassiek · 5e achtervolging · estafette |